# Заверуха Борис Володимирович
Бори́с Володи́мирович Заверу́ха (нар. 5 березня 1927, Острог, Рівненська область — пом. 6 грудня 2000, Київ) — український ботанік-систематик, флорист, доктор біологічних наук, професор.

## Біографія
В 1955 році закінчив біологічний факультет Кременецького державного педагогічного інституту (нині Тернопільський національний педагогічний університет імені Володимира Гнатюка), після чого до 1963 року працює в цьому навчальному закладі на посаді асистента кафедри ботаніки.
1959-го, діставши від професора М. В. Клокова пропозицію вибрати темою для своєї кандидатської дисертації вивчення флори Кременецьких гір, бере участь у науковій експедиції Інституту ботаніки АН УРСР під його керівництвом.
1963 переходить на роботу до Інституту ботаніки АН УРСР на посаду лаборанта відділу флори вищих рослин. Продовжує активне вивчення флори Кременеччини. Здійснює критичний перегляд флори Кременецьких гір і описує чотири нові види рослин: Betula klokovii Zaver. (укр. Береза Клокова, названа Борисом Заверухою на честь вчителя — Михайла Клокова), Myosotis ludmilae Zaver., Symphytum besseri Zaver., Thymus muscosus Zaver. Для темнокорого виду берези, яка мала незаконну в номенклатурному відношенні назву Betula obscura A.Kotula, встановлює нову назву Betula kotula Zaver. Спільно з М. В. Клоковим описав чотири нових види підмаренника: Galium altenuatum Klok. et Zaver., Galium congestum Klok. et Zaver., Galium macilentum Klok. et Zaver., Galium subnemorale Klok. et Zaver.
1965 року здобув науковий ступінь кандидата біологічних наук за спеціальністю «Ботаніка», тема дисертаційної роботи: «Флора і рослинність Кременецьких гір».
Продовжує працювати науковим співробітником в Інституті ботаніки Академії наук УРСР. 1978 року дістає посаду завідувача відділу вищих рослин.
1985 року успішно захищає докторську дисертацію «Флора Волино-Поділля, її аналіз і генезис», в якій здійснює, зокрема, детальне дослідження флори Товтр і Подністров'я.
Разом з Д. М. Доброчаєвою, Л. М. Сипайловою і Л. С. Пановою брав безпосередню участь у створенні експозиції Ботанічного музею АН України, з 1991 року стає його завідувачем.

## Наукові експедиції
Брав участь у дослідницьких експедиціях на Далекий Схід, Курильські острови, Полярний Урал, Кавказ, в гори і пустелі Середньої Азії, а також в експедиціях Академії наук України у тропічні країни Старого Світу на кораблі «Академік Вернадський».

## Наукові інтереси і праці
Наукові роботи Б. В. Заверухи стосувались систематики та еволюції судинних рослин, флористики, фітогеографії, етноботаніки, ботанічного ресурсознавства, охорони і раціонального природокористування, історії ботанічної науки. Велику увагу приділяв популяризації біологічної науки, ідеї охорони природи.
У науковому доробку Заверухи понад 200 наукових праць, серед них є монографії, довідники, визначники, науково-популярні видання, зокрема:
- «Охраняемые растения УССР» (1983),
- «Флора Волыно-Подолии и ее генезис» (1985),
- «Хорологія флори України» (1986),
- «Определитель высших растений Украины» (1987),
- «Барви землі» (1990);

а також науково-популярні книги:
- «Дикорослі рослини — джерело вітамінів» (1966),
- «Бережіть рідкісні рослини» (1971),
- «У царстві флори» (1978),
- «У світі рослин» (1980),
- «По сторінках „Червоної книги“ (Рослини)» (1980),
- «Квіти дванадцяти місяців» (1986) та ін.